# Ardon, Jura
Ardon là một xã trong vùng hành chính Franche-Comté, thuộc tỉnh Jura, quận Lons-le-Saunier, tổng Champagnole. Tọa độ địa lý của xã là 46° 46' vĩ độ bắc, 05° 53' kinh độ đông. Ardon nằm trên độ cao trung bình là 588 mét trên mặt nước biển, có điểm thấp nhất là 525 mét và điểm cao nhất là 637 mét. Xã có diện tích 5.04 km², dân số vào thời điểm 2004 là 120 người; mật độ dân số là 24 người/km².